# Trophées de France 1965
Navigation
1964 1966
Les Trophées de France 1965 étaient la deuxième saison des Trophées de France réservée aux monoplaces de catégorie catégorie Formule 2. Jim Clark remporte le titre.

## Resultat
| Date         | Course              | Circuit                      | Vainqueur    | Écurie                  | Voiture               |
| ------------ | ------------------- | ---------------------------- | ------------ | ----------------------- | --------------------- |
| 25 avril     | Grand Prix de Pau   | Pau                          | Jim Clark    | Ron Harris – Team Lotus | Lotus-Cosworth 35     |
| 7 juillet    | Grand Prix de Reims | Reims                        | Jochen Rindt | Roy Winkelmann Racing   | Brabham-Cosworth BT16 |
| 11 juillet   | Grand Prix de Rouen | Circuit de Rouen-les-Essarts | Jim Clark    | Ron Harris – Team Lotus | Lotus-Cosworth 35     |
| 26 septembre | Grand Prix d'Albi   | Albi                         | Jim Clark    | Ron Harris – Team Lotus | Lotus-Cosworth 35     |
| Source:      |                     |                              |              |                         |                       |

## Classement
| Place | Vainqueur     | Écurie                      | Voiture               | Total |
| ----- | ------------- | --------------------------- | --------------------- | ----- |
| 1     | Jim Clark     | Ron Harris – Team Lotus     | Lotus-Cosworth 35     | 31    |
| 2     | Jochen Rindt  | Roy Winkelmann Racing       | Brabham-Cosworth BT16 | 16    |
| 3     | Jack Brabham  | Brabham Racing Organisation | Brabham-Cosworth BT16 | 10    |
| 4     | Frank Gardner | Midland Racing Partnership  | Lola-Cosworth         | 8     |